# 韦布尔河
韦布尔河（法語：Vèbre，法語發音：[vɛbʁ]）是法国奧克西塔尼大區塔恩省与埃罗省的河流，是阿古河的支流，长31.2千米。